# ボーイスカウト

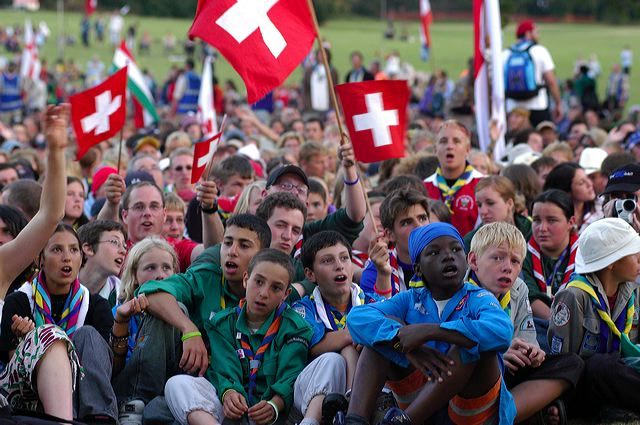
2005年ヨーロッパジャンボリーに集まったボーイスカウトたち（8月9日、イギリス・チェルムスフォードにて）

ボーイスカウト（英語: Boy Scout）もしくはスカウト（Scout）は、スカウト運動に参加する通常10歳から18歳の少年少女のこと。
発達段階上の観点から、多くのスカウト連盟ではこの対象年代をより年少・年長の部門に分割している。スカウトは成人指導者の下で20から30人規模の隊を形成する。隊は6人程度のスカウトによる班によって形成され、班単位でアウトドアなどの活動を実施する。エアスカウト、シースカウト、ライダースカウトなどの特色ある活動を導入している連盟も存在する。1970年以来、特にヨーロッパを中心としてコエデュケーション化が進んでおり、男女がともにスカウトとして活動している。

## 概要
1907年の実験キャンプののち、1908年にロバート・ベーデン＝パウエル（B-P）がボーイスカウトを創設した。ベーデン=パウエルは南アフリカにおける従軍経験からこの運動の着想を得ていた。また、日本の健児之社を参考にした。
ベーデン=パウエルは1908年『スカウティング・フォア・ボーイズ』（少年たちのためのスカウティング）を著し、青年の人格・市民性・肉体的発達を目的としたスカウト教育法について記述した。そして、スカウティングは急速に世界最大の青少年団体へと成長していった。ボーイスカウトのプログラムは自信、率先、勇気、他助、誠実、機知を持った青年を育むべく設計されている。

## 活動

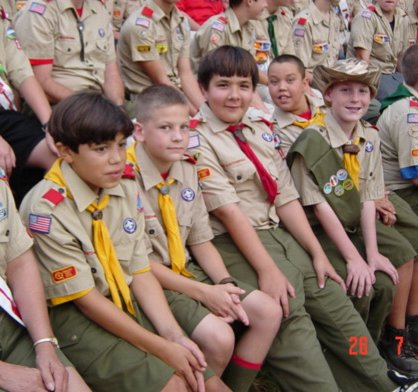
サマーキャンプのキャンプファイヤーに集まるスカウトたち。

スカウトはスカウト教育法の要であるスカウトの誓いと掟を学ぶ。これらは野外活動を中心とするプログラムを通じて人格・市民性・適合性・リーダーシップを習得するよう設計されている。スカウト教育の実践には、各年代に適切な市民性と意思決定の強調と同様に、小グループで共に活動し経験を分かち合うことなどが含まれている。野外活動を行い自然への感謝の念を養うことは重要な要素である。重要な活動としてキャンプ、ウッドクラフト、応急処置、ハイキングなどがある。

### 個人の発達
活動の大半は個人の発達とかかわりがある。すべてのスカウティング組織はスカウトクラフト、地域への奉仕、リーダーシップ、関心分野の探求などによる進歩制度プログラムを設けている。このバッジシステムや個人の発達スキームは二つの要素から成り立っている。
- メリットバッジ（特修章）はスカウトに仕事や趣味に関する事項を学習させることを目的としていて、その細目はスカウティングに関係する者に限らず多くの活動を含んでいる。
- 進級バッジは技能がより難しいレベル・到達度にいたっていることを示すものである。

多くのスカウティング組織では、スカウト技能の修達、リーダーシップ、地域への奉仕を要件とする最高位の章を設けている。

## 構成

### 隊

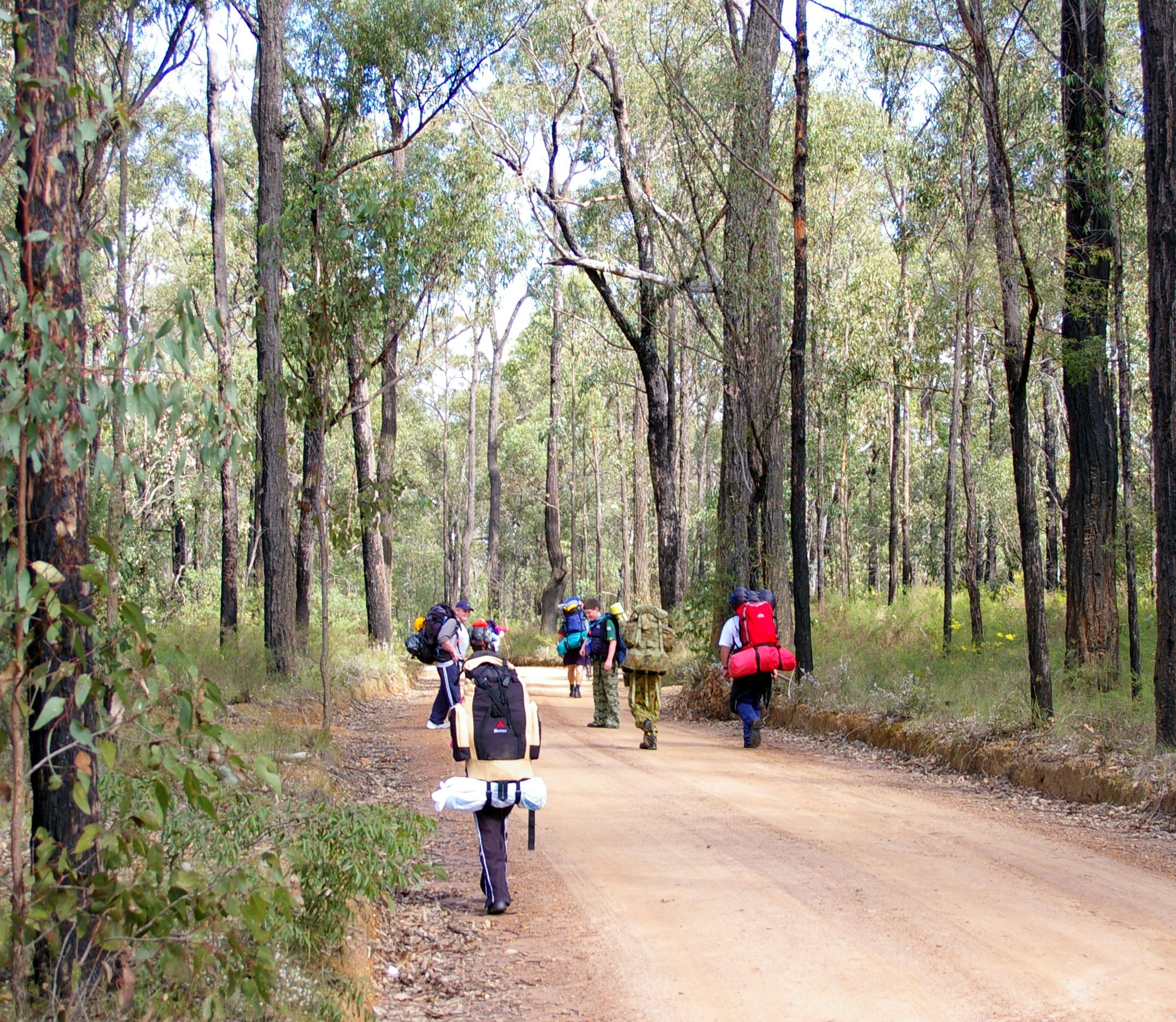
国立公園内の消火用道路をハイキングするオーストラリアのスカウトのグループ。

隊はスカウトの基礎的単位である。スカウトは隊に加入し、これを通じてキャンプ、ハイキングなどといったスカウト活動に参加する。隊の成人指導者が活動を提供・支援する。

### 班
隊は最低5人、最高10人のスカウトで編成する「班」によって構成される。班の独立性は隊やその活動内容によって異なる。例えば、通常班を単位とした会議が行われる。班の自治はキャンプではより明確で、班ごとに自分たちのキャンプサイトを設営し、料理や活動をする。しかしながら、より高度な活動をする際には、班の区分がなくなることがある。班には班長と次長の役職がおかれる。

### 団
ほとんどの国では、スカウトグループと呼ばれる部門の垣根を超えた集団が組織されている。スカウトグループは男性のみか女性のみか両性で組織される。

## 制服

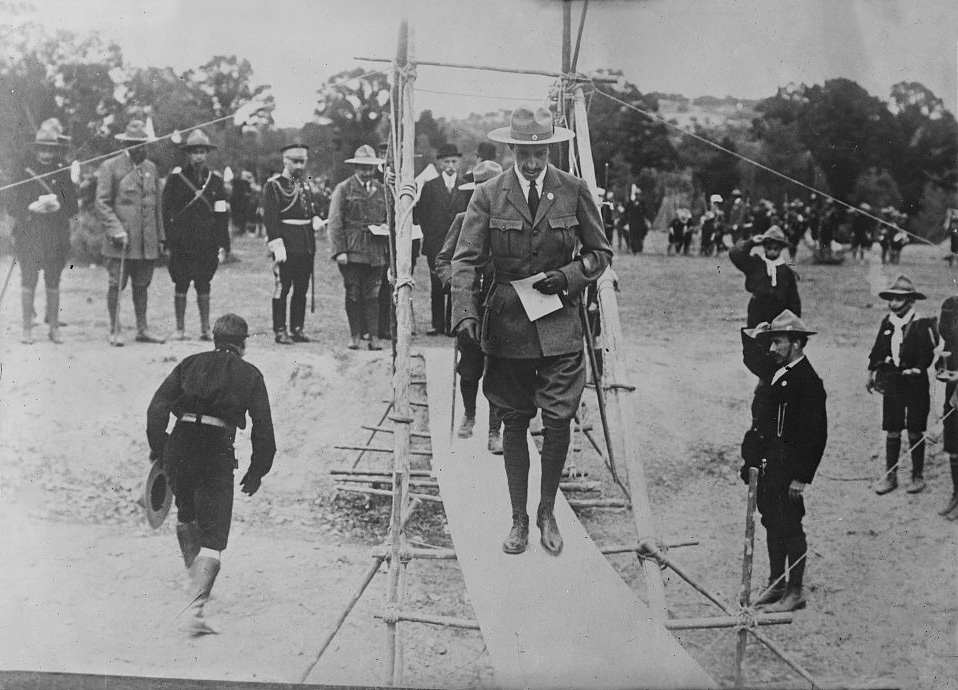
ボーイスカウトの制服を着たアルフォンソ13世（1920年頃）

スカウトの制服はスカウト運動固有の特徴であり、ほとんどの行事で着用される。最初の制服は、カーキ色のボタン留めのシャツ、ショートパンツ、つばの広いキャンペーン・ハットで構成されており、世間に馴染みのある印象を与え、非常に軍隊的な外見をしていた。
現在では制服は初期より機能的かつ色彩豊かになり、青、オレンジ、赤、緑の色が多く使用されている。文化的に慎み深さが求められる地域や寒冷地では、半ズボンに代わって長ズボンが使用されている。多くの地域では、形式的なボタン留めの制服に代わって、Tシャツやカジュアルな服装も登場している。一部の国では、スカウトはさまざまな熟練度（功績）バッジを制服に着用できるが、その他の国では緑色のたすきに着用できる。
すべてのスカウトの団結を示すために、世界スカウト記章（ワールド・クレスト）またはフルール・ド・リスの付いた別の記章が制服の一部になっている。ネッカチーフやウォグルは現在でも一般的であるが、すべてのスカウト連盟が使用しているとは限らない。その他には、指導者の地位、階級、特別な業績、班別章、色や名前、隊や団の番号及び名前、国や地域の所属などを示す記章が広く使用されている。